# Teresa Poester
Teresa Poester (Bagé, 27 de julho de 1954) é uma artista visual brasileira, que vive e trabalha entre a França e Porto Alegre. O desenho gestual combinado a linguagens contemporâneas como performance e vídeo é o centro de seu trabalho. Nos últimos anos, suas instalações de grande porte contam com a colaboração de músicos, coreógrafos e videastas.

## Minibiografia

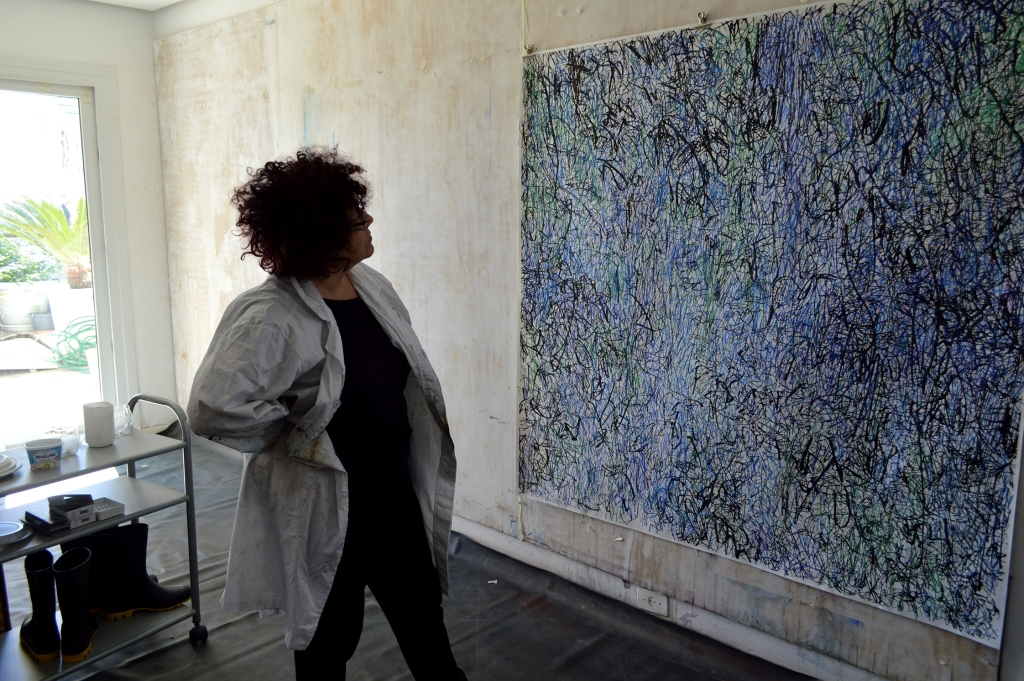

Desde os anos 80 realiza exposições individuais sobretudo no Brasil e na França, além da Espanha, Argentina e Bélgica, participando de coletivas em diferentes países e obtendo premiações em desenho. De 1986 a 1988 estuda pintura em Madri e, em 1998, começa seu Doutorado em Paris, Paris 1- Sorbonne.
Como professora de desenho no Instituto de Artes da Universidade Federal do Rio Grande do Sul (UFRGS), em Porto Alegre, por 25 anos, cria o Atelier D43, grupo que combina desenho ao vídeo e à performance. Com o grupo, trabalha no espaço Anis Gras na França, em 2016, quando dá aula de desenho na Universidade Jules Verne -UJVP, em Amiens.
Vive e trabalha Em Eragny sur Epte, a uma hora de Paris, e mantem ateliê em Porto Alegre.
www.teresapoester.com.br

## Histórico Atividades

### Exposições individuais / Solo exhibitions
Furta-cor, Ocre Galeria, Porto Alegre (2023)
Até que meus dedos sangrem, Projeto percurso do artista, Sala João Fahrion, Reitoria - UFRGS, Porto Alegre (2019/2020)
Performance: Labografias, com o músico Vagner Cunha, Projeto Percurso do Artista, Sala João Fahrion, Reitoria - UFRGS, Porto Alegre (30, setembro, 2019) La nature du geste- dessins, gravures, vidéos e performance avec le pianiste Aurélien Richard, Galerie Umcebo, Paris, (2019)
Performance : Choréographie du dessin, avec la collaboration de Ji So Yoo, no contexto da esposição Coleção Bic, Centro cultural Centquatre, Paris {2018) 
Anagramas, Galeria Bolsa de Arte, Porto Alegre (2014)
Território da folha, paisagens de Teresa Poester, mostra retrospectiva, Museu de Arte Contemporânea do Rio Grande do Sul, MACRS, Porto Alegre (2014) 
Ressonâncias, Galeria Porão, Palacete Pedro Osório, Bagé, Brasil (2012)
10.357 km em linha, desenhos a caneta bic, Museu do Trabalho, Porto Alegre (2009) 
17 000 km en ligne, Galerie ARS117, Bruxelas, Bélgica (2009)
Regards et Transparences, com Françoise Vallée, Maison de Traouiero, Perros Guirec, França (2008) 
Desenhos de Teresa Poester, Galeria Bolsa de Arte, Porto Alegre (2007)
Manuscrits, Espace Culturel Les Templiers, Gisors, França (2007) Desenhos de Teresa Poester, Museu do Trabalho, Porto Alegre (2004)
Trois jours à quatre mains dans l´atelier Pissarro, com Zheng Dai, Château de Gisors, França (2003)
Trois jours à quatre mains dans l´atelier Pissarro, apresentação/vídeo de Teresa Poester, Sala Villa Lobos, Embaixada do Brasil, Paris (2003) 
Traits, Galeria Debret, Paris (2001)
Traços, MACRS, Porto Alegre (2000)
Paris par le coeur- exposition/projeto, Galerie du Haut Pavé, Paris (2000)
Desenhos, pinturas e esculturas, com Marilice Corona e Luiz Felkl, Galeria 24 de Outubro, Porto Alegre (1997) 
Mira Rima, pintura-instalação, Espaço de Arte Torreão, Porto Alegre (1996)
Janelas, pinturas, Galeria Xico Stockinger, Galeria Xico Stockinger, Casa de Cultura CCMQ, Porto Alegre (1995) 
Paisagens, pinturas, Galeria Xico Stockinger, Casa de Cultura CCMQ, Porto Alegre (1991)
Objetos y símbolos, Galeria da Casa do Brasil, Madri, Espanha (1987) Desenhos, Galeria Arte e Fato, Porto Alegre, (1985)
Desenhos à grafite, Espaço IAB, Porto Alegre (1982).

### Exposições / Exhibitions - Atelier D43: Caju Galon, Kelvin Koubik e Teresa Poester
Noturno, D43, Projeto Grafite de Giz, curadoria de Laura Castilhos, Centro Cultural UFRGS, PortoA legre, 2019
Boîte à dessin, Atelier D43, Museu do Trabalho, Porto Alegre (2017)
Boîte à dessin, Atelier D43, Espace Culturel Anis Gras, Arcueil - grande Paris, França (2016) Atelier D43 invité aux FRIGOS, Portes ouvertes FRIGOS, Paris, (2016)
Loucos Por Desenho, mostra do Atelier D43, Espaço Vila Flores, Porto Alegre, (2015)
Atelier D43, desenhos e vídeos, Centro Municipal de Cultura Henrique Ordovás Filho, Caxias do Sul {2014)
Lugares do desenho, atelier D43 e convidados, organização e participação na exposição, Pinacoteca do Instituto de Artes  UFRGS, Porto Alegre (2013). 

### Principais coletivas recentes / main group exhibitions 2020/ 2014
Portes ouvertes Frigos, artista convidada dos Frigos, Paris (2019)
Un volcan dort dans mon cœur, instalação, Résidence Loligo, Morangis, FR (2019 )
Glass, curadoria Beatriz Forti et Lassla Esquivel Periferia Projects, Espace Llomond, Paris (2019)
Da traditição à experimentação. Gravuras, curadoria de Eduardo Haesbaert. Fundação Iberê Camargo, PortoA legre (2019) 
Exposition Collective, Galerie Convergences, Paris {2018)
Anos 90, rupture et continuité, Pinacoteca Aldo Locatelli, Porto Alegre (2018)
Collection Bic, exposição no Centro de arte contemporânea Centquatre, Paris (2018)
Setting Space in Time, exposição com Azeite de Leo e Frank Coronado, Galerie Uncebo, Paris (2018)
A Fonte de Duchamp: 100 Anos de Arte Contemporânea, Museu de Arte do Rio Grande do Sul, MARGS, Porto Alegre (2017) 
De l´amour et autres Démons, le tissage des mots, Maraacujá, Clermont Ferrand, FR (2017)
SP Arte Foto, Galeria Bolsa de Arte, São Paulo, 2017 
Paso Doble, entre le dessin et la photo Teresa Poester e Marianne Chanel, Les Frigos, Paris (2016)
A Paisagem: Vestígios, Desvios e outras Derivas, MACRS, Porto Alegre (2015)
Um olhar sobre Berlin, gravadores gaúchos, Instituto Goethe, Porto Alegre (2015)
A fotografia e suas reverberações, curadoria Niura Ribeiro, Pinacoteca do Instituto de Artes- UFRGS, Porto Alegre (2014) 
Volúpia Construtiva, curadoria Eduardo Veras; desenhos do MACRS, Porto Alegre (2014)
A bela morte, confrontos com a Natureza morta do século XXI; MARGS, Porto Alegre (2014) 
Distrações da memória, o museu como modo de rever o mundo; MARGS, Porto Alegre (2014) 
Outro museu, doações recentes do MACRS; Galeria Municipal de Arte Gerd Bornheim, Caxias do Sul (2014) 
Fotografia Transversa, curadoria Adolfo Montejo; Navas, fundação Vera Chaves Barcellos, Porto Alegre (2014) 
O cânone pobre, uma arqueologia da precariedade na Arte; MARGS, Porto Alegre (2014)
A Construção do Horizonte, curadoria de Cauê Alves; Galeria bolsa de Arte, São Paulo (2014) 
SP Arte; Galeria Bolsa de Arte, São Paulo (2014) Art 
Art Dubai; Galeria Bolsa de Arte, Dubai (2014)

### Prêmios desenho / Drawing prizes
Prêmio Açorianos, Artista destaque de 2019, Porto Alegre,  (2020)
Prêmio Açorianos, Exposição coletiva Boite à Dessin, Atelier D43, Museu do Trabalho, Porto Alegre, (2017) 
Troféu Você contemporâneo Museu de Arte contemporânea MACRS, Porto Alegre, Brasil, (2014)
VIII Prêmio Açorianos, Exposição coletiva: Lugares do Desenho, Atelier D43 e convidados, organização e participação, Pinacoteca do Instituto de Artes, UFRGS, Porto Alegre, (2013)
II Prêmio Açorianos, Exposição individual, Desenhos, Galeria Bolsa de Arte, Porto Alegre, (2007) II Prêmio Açorianos Exposição coletiva T, Porto Alegre, (2007)
II Prêmio Açorianos, Projeto Alternativo de produção plástica Exposição coletiva Essa Poa é boa, Dc Navegantes , Porto Alegre, (2006) 
I Prêmio Açorianos, Exposição coletiva: Sala dos Passos Perdidos, Galeria Subterrânea, Porto Alegre,(2006)
Prêmio Pirelli, Desenho, Museu de Arte de São Paulo, MASP, São Paulo, (1984) 
Prêmio Jovem Arte Sul América, Desenho, Florianópolis, (1982)

### Trabalhos em acervos públicos / Works on public collections
Museu Nacional de Belas Artes, Rio de Janeiro, Brasil
Coleção Bic, (aquisição de Hervé Mikaeloff)), Paris, França
Museu Nacional, Brasília, Brasil
Fundação Vera Chaves Barcellos, Porto Alegre, Brasil
Museu de Arte Contemporânea do Rio Grande do Sul, Porto Alegre, Brasil Coleção Capes, Brasília, Brasil
Museu de Arte do Rio Grande do Sul, Porto Alegre, Brasil Centre Culturel d´Art Liberté, Charenton, França 
Coleção Pirelli, São Paulo, Brasil
Pinacoteca Ruben Berta da Prefeitura de Porto Alegre, Brasil

### Residências Artísticas / Artistic residences
Villa Savoy, Poissy, França, 2021
Plataforme Loligo, Morangis, França, 2019
Espaço Cultural Anis Gras, Arcueil, França, 2016 
Fundação lberê Camargo, Porto Alegre, Brasil, 2013
Taller de Carlos León Círculo de Bellas Artes, Madri, Espanha, 1986
Taller de Juan Navarro Baldeweg, Círculo de Bellas Artes, Madri, Espanha, 1986
Ateliê de desenho -13° Festival de inverno de Ouro Preto, Brasil, 1978 

### Formação acadêmica / Academic education
Artes Plásticas (desenho) - Instituto de Artes, UFRGS (1982/2) 
Licenciatura em Educação Artística- Instituto de Artes, UFRGS (1982/1)
Prova de Conjunto/Desenho, Universidad de San Carlos, Valência, Espanha (1987)
Pintura, Círculo de Bellas Artes, Madri, Espanha (1986/1987)
Pintura -Universidad Complutense de Madrid, Bolsa: Instituto de Cooperación Iberoamericano, Madri, Espanha (1986-89) 
Mestrado - Instituto de Artes, UFRGS, Porto Alegre, Brasil (1995)
Doutorado em Artes Plásticas na Universidade de Paris I - Panthéon-Sorbonne, Paris, França (2002)
Pós doutorado na Universidade Jules Verne, UPJV, Amiens, França (2016)

### Livros, pesquisas acadêmicas e principais catálogos individuais / Books, academic researchs and main personal catalogs
Livro Percurso do Artista: Teresa Poester- Até que meus dedos sangrem, Organização Eduardo Veras, Livro, Editora UFRGS, Porto Alegre, 2021
https://lume.ufrgs.br/handle/10183/231719

Catalogo Anagramas: Teresa Poester, Galeria bolsa de Arte de Porto Alegre, Catálogo Galeria Bolsa de Arte de Porto Alegre, 2014
https://www.teresapoester.com.br/_files/ugd/6cdf53_6c9a90849d0e433385b3a06b275f963d.pdf

Catalogo Território da folha: paisagens de Teresa Poester, Museu de Arte Contemporânea, Catálogo MACRS-Galeria Bolsa de Arte de Porto Alegre, 2014
https://www.teresapoester.com.br/_files/ugd/6cdf53_10abb19ec5f1476c9713ccd90e483395.pdf

Les lignes de Teresa Poester, Dominique Pillette, Revue Ballroom, Paris, 2016
https://periodicos.ufjf.br/index.php/nava/article/view/32097

Pintura e fotografia na obra de Teresa Poester,  Adriane Schrage Wächte, Instituto de Artes- UFRGS, 2014
https://issuu.com/ciclo_artefoto/docs/3.adriane

A Paisagem na obra de Teresa Poester (1989/2007), Dissertação de mestrado de Adriane Schrage Wächte, Instituto de Artes- UFRGS, 2013
https://lume.ufrgs.br/handle/10183/83294

Dicionário de Artes Plásticas no Rio Grande do Sul, Renato Rosa e Décio Presser, Editora da UFRGS, 1997    
https://www.budanoleiloeiro.com.br/peca.asp?ID=1668457

A Modernidade Da Pintura No Rio Grande Do Sul, Marilene Pietá, Editora Sagra Luzzato, Porto Alegre, 1995
https://www.traca.com.br/livro/1185405/modernidade-pintura-rio-grande-sul/

### Filmes / Films – documentários
Trois jours à quatre mains dans l´atelier Pissarro, legendas português, 14’, 2003
https://vimeo.com/538358102

Trois Pinceaux en discussion, 76’, de Sylvain Palfroy, 2007
http://www.francoisevallee.com/3-pinceaux-en-discussion
46 dias na França ,- Atelier D43, 29’, 2017
https://vimeo.com/22027458
Teresa Poester -10357 km em linha, 11’, de Niura Borges, legendas inglês, 2013
https://vimeo.com/675865327
Bônus- Entrevistas sobre Teresa Poester, 10357 km em linha, 18’, legendas inglês, 2013
https://vimeo.com/675925333

### Links Interno
Pintura no Rio Grande do Sul: 
https://pt.wikipedia.org/wiki/Pintura_no_Rio_Grande_do_Sul